# Skorpió (együttes)
A Skorpió 1973-ban alakult magyar rockegyüttes az 1971-es Locomotiv GT és az 1972-es Taurus után hazánk harmadik supergroupjaként. Tagjai korábban mind ismert együttesekben játszottak és komoly hírnévre tettek szert: Frenreisz Károly a Metro és az LGT énekes-basszusgitárosa volt, Szűcs Antal Gábor énekes-gitáros és Fekete Gábor dobos a Hungáriában, Papp Gyula orgonista pedig a Miniben játszott. Frenreisz először az Emerson, Lake & Palmer mintájára trió formációra gondolt, és csak később döntött még egy gitáros bevonása mellett. Az együttes első albuma, A rohanás 1974-ben jelent meg. Emellett több rádió- és televíziós felvételt készítettek, Zalatnay Sarolta albumán is játszottak. Második albumuk, az Ünnepnap 1976-ban jelent meg. A Rohanás album több mint 300 000 példányban kelt el és besorolták minden idők legjobb tíz magyar rockalbuma közé a negyedik helyre.[forrás?]

## Története
A Skorpió az 1970-es évek egyik legjobb magyar együttese volt. Tagjai magas színvonalú hangszeres játékot valósítottak meg, koncertjeik élményszámba mentek. Felszerelésüket többek között Hammond A-100 orgona, Hohner Mellotron, Roland szintetizátor, Fender Precision Bass basszusgitár, Gibson Les Paul majd SG gitár, Ludwig üvegdobok (két lábdobbal) és Paiste cintányérok alkották. Az egyik legtöbbet koncertező együttesként működtek hazánkban és külföldön egyaránt, elsősorban kelet-európai turnékon játszottak rengeteget, de megfordultak az USA-ban, Kanadában, Svédországban, Finnországban, az NSZK-ban, Ausztriában, a volt Jugoszláviában. A Skorpió lett a magyar rockzene elsőszámú export zenekara.
1976-ban Fekete Gábor helyére érkezett az Apostol addigi dobosa, Németh Gábor. Ebben a felállásban készült el az 1977-es Kelj fel! és az 1978-as Gyere velem! című album. 1979. április 4-én a kvartett feloszlott. Frenreisz a Generál gitárosával, Tátrai Tiborral és a fiatal nemzedék egyik dobosával, a Korálból kivált Papp Tamással létrehozta az Új Skorpió nevű együttest. Szűcs Antal Gábor, Németh Gábor és Papp Gyula, Németh Alajos basszusgitárossal és Vikidál Gyula énekessel megalapította a Dinamit együttest. Az Új Skorpió két album és számtalan koncert után 1983-ban feloszlott, Tátrai Tibor a Hobo Blues Band tagja lett.
Frenreisz Károly 1985-ben Szűcs Antal Gábor, Papp Tamás és Pálvölgyi Géza billentyűs társaságában újraalapította a Skorpiót. Két albumot készítettek ebben a felállásban.
Érdekesség, hogy Tátrai Tibort az együttes már 1973-ban szerette volna szerződtetni, ám ő akkor a Syrius tagjaként Ausztráliába készült, ami azután egyéb okok miatt nem valósult meg.
2013-ban az együttes 40 éves fennállását ünnepelte egy tihanyi és egy budapesti koncerttel, amelyeken részt vett az alapító billentyűs Papp Gyula is.
A Skorpió jelenleg is – elég ritkán ugyan, de – koncertezik, a jelenlegi felállás amolyan „Best of Skorpió”: Frenreisz Károly, Szücs Antal Gábor, Németh Gábor, Pálvölgyi Géza és állandó vendég státuszban Tátrai Tibor (ő általában a koncertek második felére lép színpadra).
A zenekar koncertjeit nagy érdeklődés kíséri a mai napig. Időközben Frenreisz Károly művészeti tevékenységének elismeréseként, a magyar kulturális életben betöltött szerepe miatt több kitüntetésben részesült:
2012-ben Budapest Díszpolgára címet, 2015-ben Magyar Érdemrend Tisztikeresztjét, 2016-ban Fonogram Életműdíjat, 2017-ben Kossuth-díjat kapott. Ezenkívül 2017-ben beválasztották a Magyar Művészeti Akadémia rendes tagjainak sorába.

2023. szeptember 3-án, a Városligetben az 50. születésnapját ünnepelte az együttes, kibővített felállásban játszva (Frenreisz Károly - Németh Gábor - Szűcs Antal Gábor - Pálvölgyi Géza - Tátrai Tibor - Papp Gyula), vokalistákkal kiegészülve (Hegedűs Bori, Fehér Lili, Demeter Tamás).

## Diszkográfia
- A rohanás (1974)
- Ünnepnap (1976)
- Kelj fel! (1977)
- Gyere velem! (1978)
- The Run (svédországi kiadás, angol nyelven, 1978)
- Új! Skorpió (1980)
- Zene tíz húrra és egy dobosra (1981)
- Aranyalbum 1973–1983 (1983)
- Azt beszéli már az egész város (1985)
- A show megy tovább (1993)
- Skorpió ’73-’93 Aranyalbum (1993)
- Koncert 1973 Egyetemi Színpad (2012, közös koncertalbum a P. Mobillal)

Kislemezek:
- Hosszú az út / Szevasz, haver! (MHV Pepita – SP 70068, 1973)
- A rágógumi / A Boszporusz partjain (MHV Pepita – SPS 70346, 1978)
- Új generáció / Előre nézz! (MHV Pepita – SPS 70409, 1979)

Más számára készített albumok:
- Zalatnay Sarolta – Hadd mondjam el (1973, az együttes alakulása idején, még Szűcs Antal Gábor nélkül)
- Szűcs Judith – Tudod, a tiéd vagyok (1985)

Filmzenék:
- Csak semmi pánik (1982)
- Az elvarázsolt dollár (1986)
- Hamis a baba (1991)
- A három testőr Afrikában (1996, az együttes tagjai szerepelnek is a film egyik jelenetében)